# Список правителей Леона

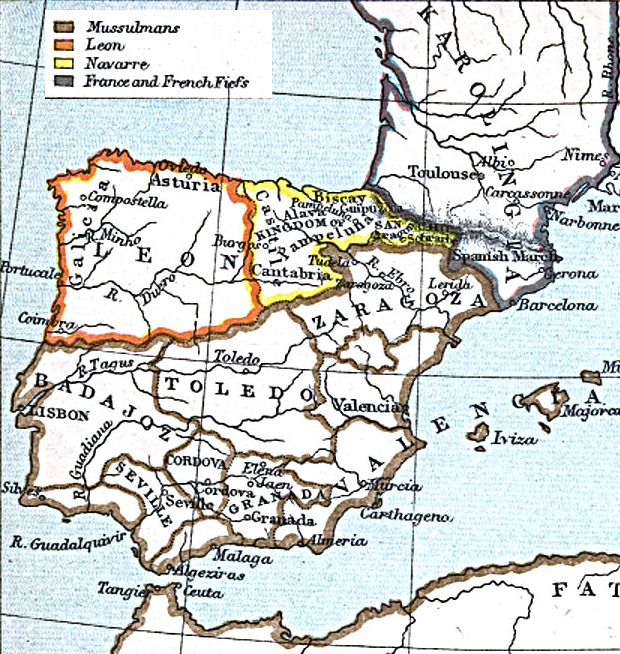
Королевство Леон в 1030 году

Средневековое Королевство Леон (исп. Reino de León), располагавшееся в северо-западной части Пиренейского полуострова, было образовано в 910 году после раздела королевства Астурия между сыновьями короля Альфонсо III. Старший из них, Гарсия, получил Леон, второй сын Ордоньо — Галисию, а младший Фруэла — Астурию. В 914 году к Леону была присоединена Галисия, а в 924 году земли Леона, Галисии и Астурии слились в королевство Леон, столицей которого стал одноимённый город.
В 923 году Кастилия, входившая в состав Леона, получила статус графства, а в 1035 году стала самостоятельным королевством. В 1037—1065 и 1072—1157 годах Леон и Кастилия входили в королевства Кастилии и Леона; окончательное их объединение произошло в 1230 году.
Со второй половины X века до начала XI века Королевство Леон, занимавшее земли до реки Дуэро, подвергалось с юга набегам мусульман Кордовского халифата.
В результате реконкисты к последней четверти XI века к Леону были присоединены территории до реки Тахо.
В 1095 году португальские земли, входящие в состав королевства, были выделены в графство, а в XII веке Португалия обрела независимость.
В 1516 году Леон вместе с Кастилией вошёл в состав Испанского королевства. Титул короля Леона входил в титулатуру королей Испании до 1707 года, когда окончательно исчез.
| Династия Перес |                          |                                            |                                   | |                      |
| | Гарсия I                 | ок. 871 — 19 января 914                    | 910—19 января 914                 | | [ 1 ] [ 2 ]          |
| | Ордоньо II               | ок. 873 — июнь 924                         | 914—924                           | Также король Галисии с 910 | [ 4 ] [ 5 ]          |
| | Фруэла II Прокажённый    | ок. 875 — июль 925                         | 924—925                           | Также король Галисии с 924 и Астурии с 910. Вновь объединил страну после смерти старших братьев. | [ 6 ] [ 7 ]          |
| | Альфонсо Фройлас         | ? — после 932                              | 925                               | Также король Галисии в 925—926. Свергнут с трона двоюродными братьями. | [ 9 ]                |
| | Альфонсо IV              | ок. 899 — август 933                       | 925—931                           | Уступил престол своему младшему брату Рамиро II и удалился в монастырь. | [ 10 ] [ 11 ]        |
| | Рамиро II                | ок. 900 — 1 января 951                     | 931 — 1 января 951                | | [ 12 ] [ 13 ]        |
| | Ордоньо III              | ок. 926 — между 30 августа и 13 ноября 956 | 951—956                           | | [ 14 ] [ 15 ]        |
| | Санчо I Толстый          | ? — не позднее 19 декабря 966              | 956—958                           | В 958 был свергнут графом Фернаном Кастильским. | [ 16 ] [ 17 ] [ 18 ] |
| | Ордоньо IV Злой          | ок. 926—962                                | 958—960                           | Был возведён на престол своим тестем Фернаном Кастильским. После свержения бежал сначала в Астурию, а затем в Бургос и Кордову. | [ 19 ] [ 20 ]        |
| | Санчо I Толстый          | ? — не позднее 19 декабря 966              | 960—966                           | Вернул себе трон при помощи арабов. Был отравлен графом Гонсало Монисом. |                      |
| | Рамиро III Флавио        | 961 — 26 июня 985                          | 966—984                           | До совершеннолетия королевством правили его тётя монахиня Эльвира Рамирес и мать Тереза Ансурес. Был низложен восставшими галисийскими феодалами. | [ 21 ] [ 22 ]        |
| | Бермудо II Подагрик      | ок. 953 — сентябрь 999                     | 984 — сентябрь 999                | Также король Галисии с 982. Провозглашён королём галисийскими дворянами. | [ 23 ] [ 24 ]        |
| | Альфонсо V Благородный   | 996 — 7 августа 1028                       | 11 октября 999 — 7 августа 1028   | До совершеннолетия королевством правили его мать Эльвира Гарсия и граф Португалии Менендо II Гонсалес. Самостоятельно стал править с 1007 года. В 1017 году созвал съезд дворян, на котором была провозглашена «хартия вольностей». Убит во время похода на мавров. | [ 25 ] [ 26 ]        |
| | Бермудо III              | 1017/1018 — 4 сентября 1037                | 7 августа 1028 — 4 сентября 1037  | | [ 27 ] [ 28 ]        |
| Династия Хименес |                          |                                            |                                   | |                      |
| Династия Хименесов имеет баскское происхождение. Её представители в IX—XIII веках также правили в королевствах Наварра, Арагон и Кастилия и первыми смогли временно объединить христианскую Испанию, а также выдвинуть её на широкую европейскую политическую сцену. Созданная Хименесами политическая структура сохранилась до конца средневековья. |                          |                                            |                                   | |                      |
| | Фердинанд I Великий      | 1017 — 27 декабря 1065                     | 1037 — 27 декабря 1065            | Также король Кастилии (1035—1065). В 1037 году объединил Леон и Кастилию в одно государство. В 1039 году принял титул императора Испании. Вёл успешные войны против арабов.                                                                                         | [ 29 ] [ 30 ]        |
| | Альфонсо VI Храбрый      | 1043 — 29 июня 1109                        | 27 декабря 1065—1072              | Также король Кастилии (1072—1109). В 1072 году потерпел поражение от своего брата Санчо II в битве при Гальпехаре и был заточён в тюрьму. | [ 31 ]               |
| | Санчо II Сильный         | ок. 1036 — 7 октября 1072                  | январь 1072 — 7 октября 1072      | Также король Кастилии (27 декабря 1065 — 7 октября 1072). В 1072 году пленил своего брата Альфонсо VI и стал королём Леона. Убит рыцарем Вельидо Дольфосом во время осады крепости Самора.                                                                          | [ 32 ]               |
| | Альфонсо VI Храбрый      | 1043 — 29 июня 1109                        | 1072 — 29 июня 1109               | Бежал из заключения и после смерти Санчо II, обманом пленив младшего брата Гарсию Галисийского, объединил Кастилию, Леон и Галисию. |                      |
| | Уррака                   | 24 июня 1081 — 8 марта 1126                | 29 июня 1109 — 8 марта 1126       | Также королева Кастилии (1109—1126). | [ 33 ]               |
| Бургундская династия |                          |                                            |                                   | |                      |
| Следующие правители являются потомками мужа Урраки, Раймунда Бургундского. |                          |                                            |                                   | |                      |
| | Альфонсо VII Император   | 1 марта 1105 — 21 августа 1157             | 8 марта 1126 — 21 августа 1157    | Также король Галисии (1111—1157) и Кастилии (1126—1157). В 1135 году в Леоне короновался как император Испании. | [ 34 ]               |
| | Фердинанд II             | 1137 — 22 января 1188                      | 21 августа 1157 — 22 января 1188  | Был храбрым воином, но плохим организатором и слабым политиком. | [ 35 ]               |
| | Альфонсо IX              | 15 августа 1171 — 23 сентября 1230         | 22 января 1188 — 23 сентября 1230 | | [ 36 ]               |
| | Фернандо III Святой      | 5 августа 1199 — 30 мая 1252               | 1230 — 30 мая 1252                | Также король Кастилии с 1217. В 1671 канонизирован папой Климентом X. | [ 37 ]               |
| Все последующие монархи также были правителями Кастилии |                          |                                            |                                   | |                      |
| | Альфонсо X Мудрый        | 23 ноября 1221 — 4 апреля 1284             | 30 мая 1252 — 4 апреля 1284       | Также император Священной Римской империи в 1257—1273. Развивал науку, провёл унификацию законов, составив «Законы семи частей» в традициях римского права. | [ 38 ]               |
| | Санчо IV Храбрый         | 12 мая 1258 — 25 апреля 1295               | 4 апреля 1284 — 25 апреля 1295    | | [ 39 ]               |
| | Фердинанд IV Призванный  | 6 декабря 1285 — 7 сентября 1312           | 12 апреля 1295 — 7 сентября 1312  | | [ 40 ]               |
| | Альфонсо XI Справедливый | 13 августа 1311 — 26 марта 1350            | 7 сентября 1312 — 26 марта 1350   | Успешно воевал против мавров из Гранадского эмирата. Умер во время осады Гибралтара. | [ 41 ] [ 42 ]        |
| | Педро I Жестокий         | 30 августа 1334 — 23 марта 1369            | 26 марта 1350 — 23 марта 1369     | Убит своим сводным братом Энрике. | [ 43 ]               |
| Династия Трастамара |                          |                                            |                                   | |                      |
| С 1516 года союз испанских королевств чаще всего называется Испанией, а Карлос I считается первым королём Испании. Отдельным цветом выделены регенты. |                          |                                            |                                   | |                      |
| | Энрике II Кастильский    | 13 января 1334 — 29 мая 1379               | 23 марта 1369 — 29 мая 1379       | | [ 44 ] [ 45 ]        |
| | Хуан I Кастильский       | 24 августа 1358 — 9 октября 1390           | 29 мая 1379— 9 октября 1390       | Безуспешно вёл войну за португальскую корону. | [ 46 ]               |
| | Энрике III Кастильский   | 4 октября 1379 — 25 декабря 1406           | 1390—1406                         | | [ 47 ]               |
| | Хуан II Кастильский      | 6 марта 1405 — 20 июля 1454                | 1406—1454                         | | [ 48 ]               |
| | Энрике IV                | 25 января 1425 — 11 декабря 1474           | 1454—1474                         | | [ 49 ]               |
| | Изабелла I               | 22 апреля 1451 — 26 ноября 1504            | 1474—1504                         | | [ 50 ]               |
| | Хуана I Безумная         | 6 ноября 1479 — 12 апреля 1555             | 1504—1555                         | | [ 51 ]               |
| | Филипп I Красивый        | 22 июля 1478 — 25 сентября 1506            | 1504—1506                         | | [ 52 ]               |
| | Фердинанд V              | 10 марта 1452 — 23 января 1516             | 1506—1516                         | | [ 53 ]               |
| | Карлос I Габсбург        | 24 февраля 1500 — 21 сентября 1558         | 1516—1556                         | | [ 54 ]               |